# Rodrigo Moreno Machado
Rodrigo Moreno Machado (født 6. marts 1991 i Rio de Janeiro) eller bare kendt som Rodrigo er en spansk professionel fodboldspiller som spiller for den engelske Premier League klub Leeds United og Spaniens fodboldlandshold.